# Pantoténsav
A B5-vitamin, más néven pantoténsav az emberi test minden sejtje számára szükséges anyag. Némely esetben „stresszellenes” vitaminként is emlegetik, mivel a mellékvesehormonok és az esszenciális neuromuszkuláris transzmitterek (ingerületátvivő anyagok) termelésében játszik kulcsszerepet. A B5 a felhasználható zsírok elégetését, és a mellékveséket, valamint az immun-, és idegrendszert is támogatja.
Rengeteg élelmiszer tartalmazza, egyik ezek közül a papaja, de megtalálható a teljes kiőrlésű gabonafélékben, olajos magvakban, rizsben, karfiolban, brokkoliban, narancsban.
A pantoténsav a pantoinsav és a béta-alanin amidja. A koenzim-A felépítéséhez szükséges.

## Mennyiség
Leggyakrabban napi 25–50 mg-ot fogyasztanak belőle, mindazonáltal nagy stressz vagy intenzív fizikai igénybevétel esetén gyakoribb a 100 mg-os mennyiség.
Koleszterinszint csökkentésre: 300 mg pantetin (speciális formája a B5-vitaminnak) ajánlott napi 3 alkalommal.
Egyéb felhasználás: arthritiszes jellegű fájdalmakra, allergiára és gyomorégésre az orvosok javaslata szerint 1000 mg (1 g) szükséges naponta.